# Џулијан Сендс
Џулијан Ричард Морли Сендс (енгл. Julian Richard Morley Sands; Отли, 4. јануар 1958 — 13. јануар 2023) био је енглески глумац. Познат је по улогама у филмовима Соба с погледом, Вештац, Арахнофобија, Голи ручак, Напуштајући Лас Вегас, Медаљон и Мушкарци који мрзе жене. Уз то се прославио и улогом Владимира Бирка у ТВ серији 24, Џор Ела у серији Смолвил и Јулиша Рабитова у серији Бенши.
Нестао је 13. јануара 2023. током планинарења на планини Сан Габријел, североисточно од Лос Анђелеса. Ваздушном и копненом потрагом је пронађен његов аутомобил, али ниједан траг од њега. Према сигналима његовог мобилног телефона, последња позната локација је у близини планине Сан Антонио (или планина Балди).